# Мірис запашний
Мірис запашний, ладанниця запашна (Myrrhis odorata) — вид трав'янистих рослин родини окружкові (Apiaceae). Етимологія: грец. μυρρίς — ароматична олія з Азії з характерним запахом; лат. odorata — «запашний». Інша назва кервель іспанський.

## Опис
Багаторічник. Рослина м'яко волохата й сильно пахне анісом при розтиранні. Стебла прямовисні, 60–200 см. Листя 2–3(-4)-перисте, до 50 см завдовжки, з білявими плямами, з гострими сегментами. Квітки кремово-білі, близько 2–4 мм в діаметрі, у великих парасолях. Суцвіття має від 4 до 24 променів. Плоди 15–25 мм завдовжки і 3–4 мм завширшки. 2n=22.

## Поширення
Європа: Литва, Росія, Україна, Австрія, Німеччина, Словаччина, Швейцарія, Албанія, Боснія і Герцеговина, Хорватія, Італія, Чорногорія, Сербія, Словенія, Франція, Іспанія. Натуралізована та культивується в інших країнах. Населяє береги, краї шляхів і трав'янисті місця.

## Використання
У родючих ґрунтах росте легко з насіння, і може бути поширена шляхом ділення навесні або восени. Листя іноді використовується як лікарська рослина або в їжу з досить сильним смаком, що нагадує аніс. Коріння і насіння також їстівні. Може бути використаний для надання смаку аквавіта. У ефірній олії переважає анетол (C10H12O).

## Галерея

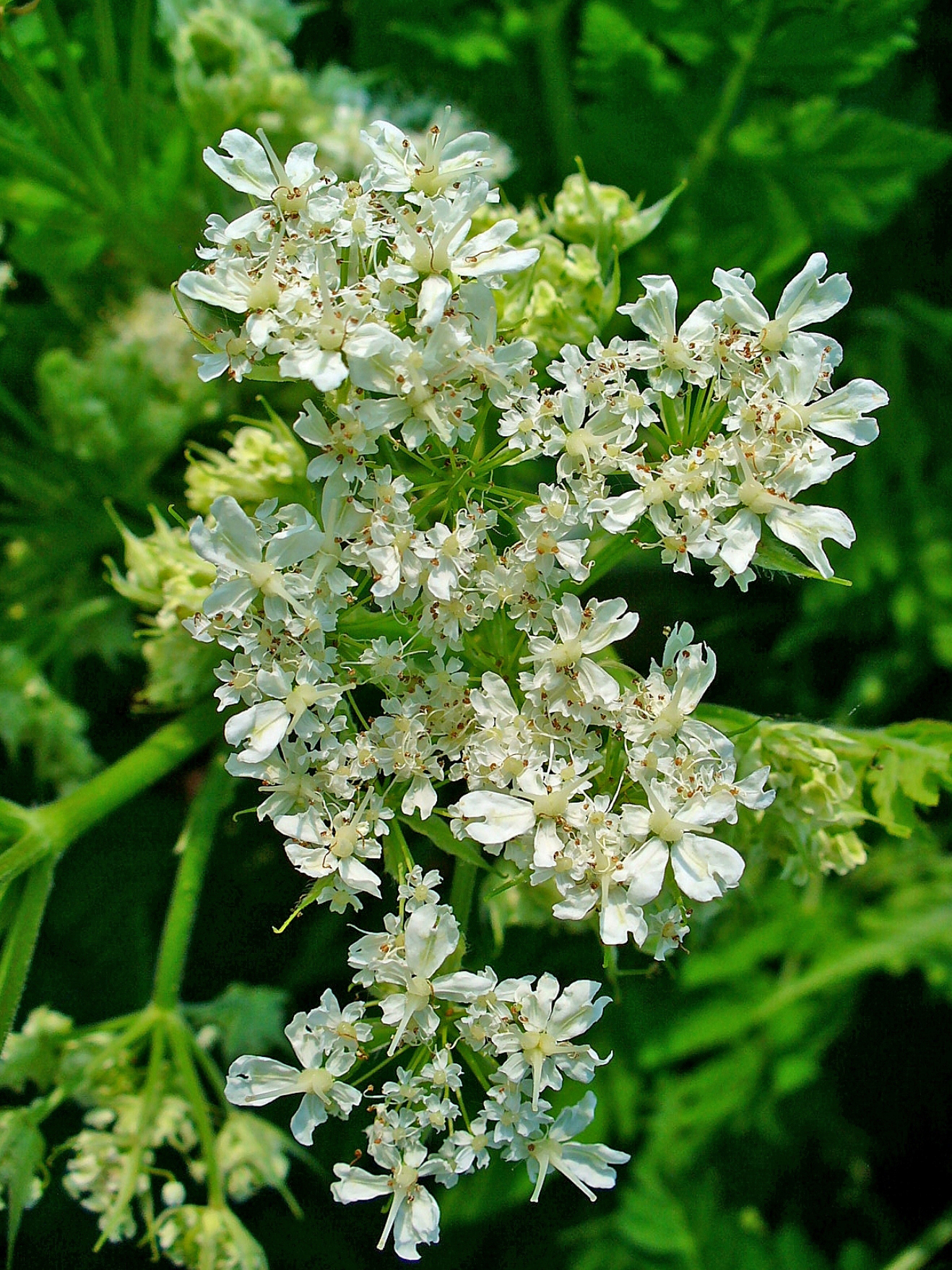
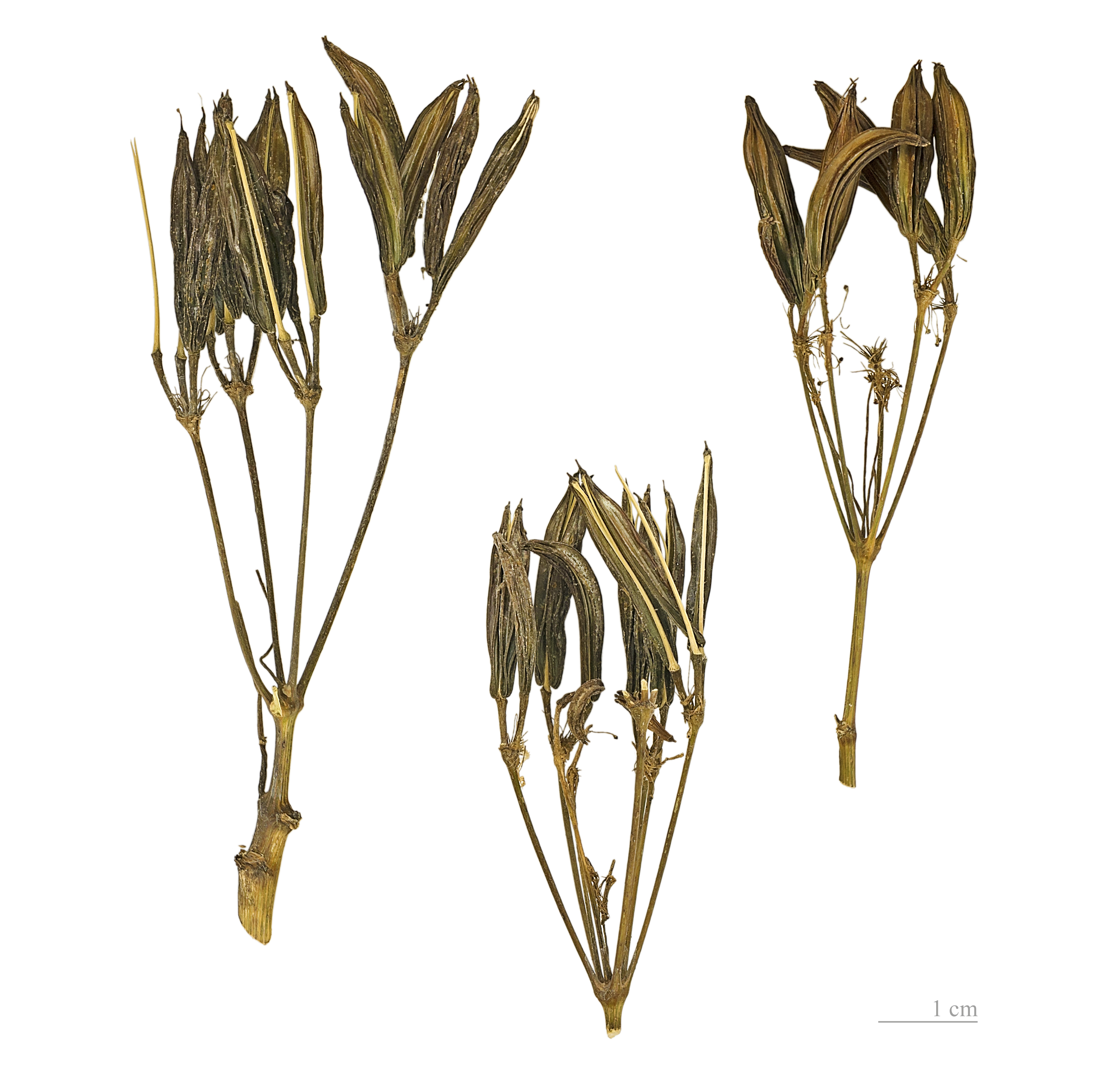
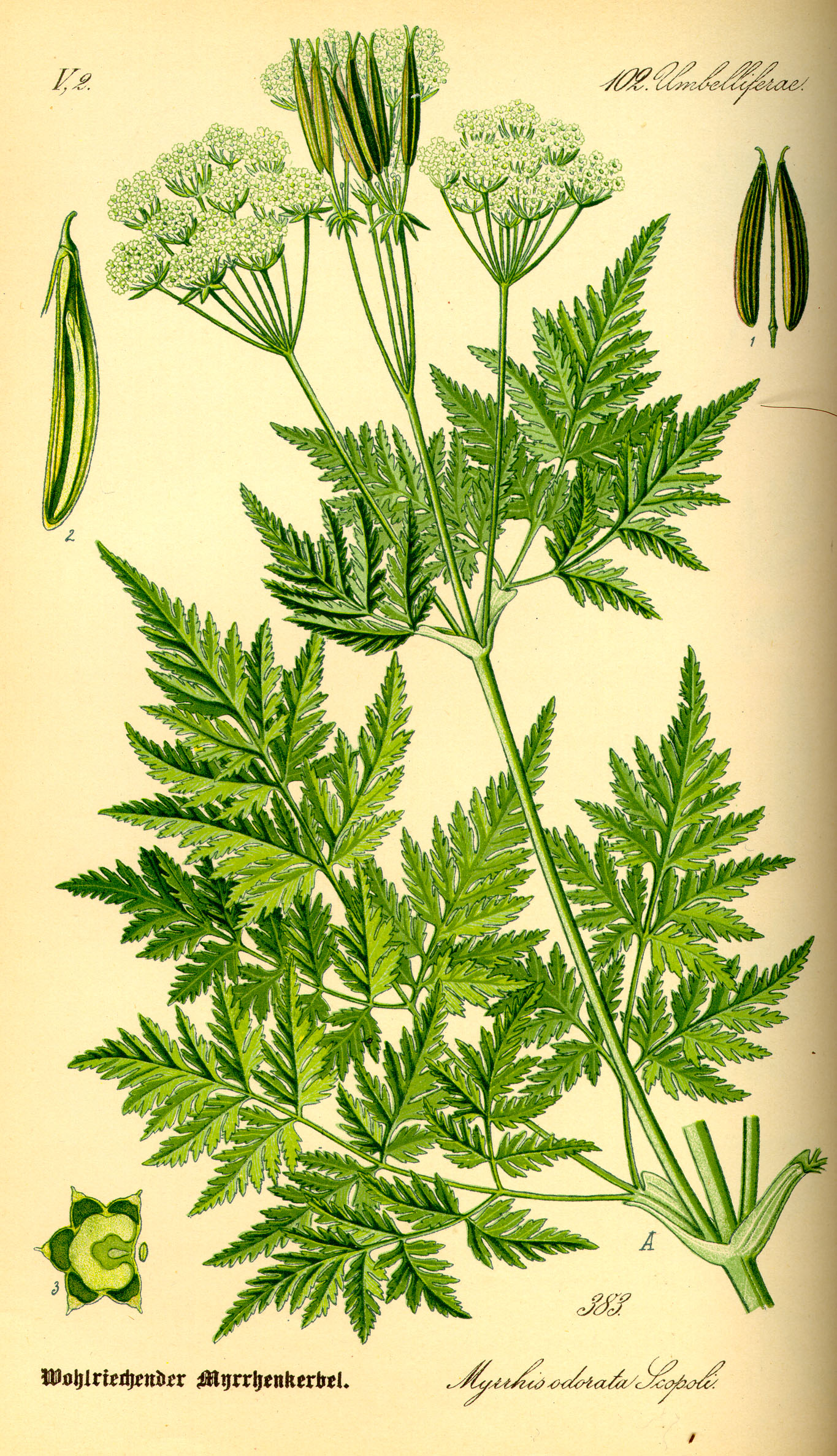